# ガルーダの戦士ビマ
『ガルーダの戦士 ビマ』(Bima Satria Garuda)は、インドネシアのMNCメディア(Media Nusantara Citra)と、仮面ライダーシリーズを制作した日本の石森プロ(Ishimori Production)との提携により製作された特撮テレビドラマである。クリスティアン・ロホ、ライハン・フェビリアン、ステラ・コルネリア、アディティア・アルカティリらが出演する当シリーズは2013年6月30日からRCTIにて放映が開始された。

## 制作
『ガルーダの戦士 ビマ』は、インドネシア国内ではそれぞれ『クシャトリア・バジャ・ヒタム』(Ksatria Baja Hitam) / 『クシャトリア・バジャ・ヒタム・エルエクス』(Ksatria Baja Hitam RX)のタイトルで知られる、『仮面ライダーBLACK』と『仮面ライダーBLACK RX』にインスパイアされたスーパーヒーロー・シリーズである。首都ジャカルタにて撮影されている当作品はインドネシアの価値観と文化とを織り込んだ同国初の新たな変身ヒーローとなった。
製作のきっかけは、大人向けの子供に見せられない内容が多いドラマが人気の地元放送局から、「子供たちに正義や友情を教える質の高い番組を作りたい」という依頼を伊藤忠商事が受けたことによる。そのため、番組冒頭では「勉強しよう」「夢を持って生きよう」と子供たちに呼びかけるシーンがあり、劇中の言葉遣いにも注意が払われている。
グローバル・メディアコム(Global Mediacom)のシニア・ヴァイス・プレジデントにして番組のエグゼクティブ・プロデューサーであるレイノ・バラク(Reino Barack)は、『ビマ』にはインドネシア国内の各種媒体におけるライセンス・番組スポンサー・広告展開・マーチャンダイジングなどでサービスを提供する新たなビジネス・モデルになる役割も担わせたとしている。
グローバル・メディアコムが大株主であるMNCメディアは、インドネシア国内で『ビマ』のメイン・ライセンシーとなる予定の伊藤忠商事と協力関係にある。伊藤忠は日本を代表する、世界有数のライセンス契約ビジネスを扱う最大手総合商社の一つであり、2007年より石森プロにも出資している。また、インドネシア国内にて2013年6月30日に新発売となった『ビマ』の玩具商品シリーズのプロデュースのためバンダイとも提携を結んだ（発売は現地法人であるバンダイ・インドネシア）。日本の特撮ヒーロー番組を手がけたスタッフも多数参加しており、監督には石井てるよし、おかひでき、脚本に中沢健、撮影に高橋創、アクション監督に浅井宏樹、スーツアクターで北野淳らが参加している。
日本では続編である『ガルーダの戦士ビマX』が2015年3月、第10回大阪アジアン映画祭にて初上映。

## 物語
『ガルーダの戦士 ビマ』は、フドー(VUDO)王国が支配する崩壊の危機が迫ったパラレル・ワールドにて始まる。そこはフドーがパワーを得んとする野望によって自然の生命の源泉が失われ永遠の闇に包まれた世界だった。
パラレル・ワールドの復活とフドーの勢力拡大を目論む悪辣にして残酷なフドー王国の統治者ラスプーティンは天然資源(Natural resource)を強奪するための異世界を探し求めていた。そして地球の科学者が開発した地球と他の銀河系とを繋ぐポータル(Portal)が遂にフドーの魔の手が届く標的となるべき世界を露わにした。
ラスプーティンとフドーの邪悪な地球侵略計画を阻止するため、レイ・ブラマサクティはミカイルと名乗る不思議な若者から託されたレッド・パワー・ストーンによりガルーダの戦士 "ビマ"へと変身する能力を得て、地球侵略のための破壊活動に立ち向かう。だが、レイの戦いに、彼の養育家庭の兄であるランディ・イスカンダルとその妹のレナも巻き込まれていくのだった。

## 登場人物

### ビマとその仲間たち
レイ・ブラマサクティ (Ray Bramasakti)
演 ： クリスティアン・ロホ / Christian Loho
- スーパーヒーローガルーダの戦士ビマに変身する主人公

オートショップ〔サトリア・モータース / Satria Motors〕で働く優しく物静かで謙虚にして高潔なレイは里親兄妹のランディとレナと共に暮らす元孤児である。彼を機敏で目敏く力強いガルーダの能力を有する"ガルーダの戦士 ビマ"へと変身させるレッド・パワー・ストーンをミカイルから受け取ったレイはその力でフドーの脅威から地球を救う。しかし愛する里親家族を危険にさらしたくないレイはビマの宿命とパワーを背負いこむことを拒絶しようとする。
ビマ
劇中でレイがビマチェンジャーとレッド・パワー・ストーンで変身した姿。イメージカラーは赤。胸元にはビマの頭文字である「B」の文字がある。
ランディ・イスカンダル (Randy Iskandar)
演 ： ライハン・フェブリアン / Rayhan Febrian
- レナの実兄でレイの継兄にあたる〔サトリア・モータース〕のオーナー

レナとレイには父親のように思われる気質を持ち、学生時代からの親友であるレイのビマとしての戦いについても知っている。幼少時に行方不明となった両親から莫大な財産を受け継いでいる。
レナ・イスカンダル (Rena Iskandar)
演 ： ステラ・コルネリア / Stella Cornelia (JKT48)
- ランディの実妹でレイの継妹にあたる学生

純真無垢で無邪気に振る舞うも不注意で不運な傾向があり、常にレイを助けたいと思っているもののいつも逆にフドーによるトラブルに遭遇する。レイとランディに多大な敬意を払っているが、実はレイに対しては別の感情がある。
ミカイル (Mikhail)
演 ： アディティア・アルカティリ / Adhitya Alkatiri
- パラレル・ワールドから来た謎の少年

レッド・パワー・ストーンを携えフドーの戦艦より逃亡した。人類とあまり交流せずテレパシーのみでレイと会話する。その本名はレザ・ブラマサクティ(Reza Bramasakti)でその正体はレイの実の弟である。幼少のころフドーに誘拐され21年間兄と生き別れて来た。そして、ラスプーティンに洗脳されブラック・パワー・ストーンの力でアザゼル(Azazel)となり兄と敵対してしまうが、後に真のガルーダの戦士として覚醒する。
イワンおじさん　(Paman Iwan)
演 ： アビオ・アビエ / Abio Abie
- ランディとレナの父親の親戚

2人の両親が行方不明になった後、2人とレイの面倒を見てきた。

### フドー
ラスプーティン (Rasputin)
演 ： スタン・シマトゥパン / Sutan Simatupang
- 恐るべき力を秘すブラック・パワー・ストーンを持つフドー王国の支配者

自身のパラレル・ワールドに命を吹き込むため地球から酸素・太陽光・水の全てを奪い尽くすべく攻撃をかける。第2話より登場
トペン・ベシ (Topeng Besi)
体 ： ジェリー・ヤス / Jerry Yass
声 ： ヘル・セティアディ / Heru Setiadi
- ブルー・パワー・ストーンを所有する、ラスプーティンの右腕でフドー軍最高司令官

全身を覆う鋼鉄の装甲にデストロイヤー・クローの武装を持つ。英語版ではアイアン・マスク(Iron Mask)の別名が与えられている。第1話より登場。
アザゼル (Azazel)
- ラスプーティン配下の異形の戦士でミカイルことレザがブラック・パワー・ストーンとアザゼルチェンジャーで変身した姿。

ビマのヘリオス/Helios(太陽)に似たタラニス/Taranis(稲妻)を装備している。当初は腰にフドーのバックルが装着されていたが、自らタラニスソードでバックルを破壊したことで真のガルーダの戦士となる。必殺技はタラニスソードで斬撃エネルギーを飛ばす「タラニスブラックサンダー」 第12話より登場。
戦闘員 (Prajurit Kombatan)
- ラスプーティンの魔力によって死体の骨から創り出され生命を与えられた兵団

レッド・パワー・ストーンの力が無ければ倒せない。
フドー・モンスター　(Monster VUDO)
　フドーの戦闘指揮官で、人間の魂を吸収して力を得る。
- リザリオン・モンスター (Lizarion Monster)： トカゲ型怪人。壁をはうことができ、両腕を伸び縮みさせることができる。
- グレモンティス・モンスター　(Gremontis Monster)：　ガマガエル型怪人。魔法の杖を持ち、催眠術で人間を操ることができる。
- アラクノフス・モンスター (Aracnofus Monster)： クモ型怪人。機敏で槍とクモの巣を武器とする。
- オクトポダ・モンスター (Octopoda Monster)：　タコ型怪人。目つぶしの墨を吐く。
- ファルクス・モンスター  (Valcus Monster)：　サソリ型怪人。2本の剣を持ち、両肩に鋭い刃が付いている。尾のとげで強力な電気ショックを発生させることができる。
- ギルス・モンスター　(Gills Monster)：　コブラ型怪人。別名はモンスター・コブラ(Monster Cobra)。毒の出る杖を持ち、毒をもった牙がある。
- メガロドン・モンスター　(Megalodon Monster)：　サメ型怪人。両肩にサメの顔の形をした光線銃が付いている。

シャドー・クライシス・アルティメット・フォー　(Shadow Crisis Ultimate Four)
フドーのエリート戦闘指揮官で、グランド・ゲーター(Grand Gator)を作動させるためにビマを殺してパワー・ストーンを奪還することを唯一の使命とする。体内にパワー・ストーンがあるので、人間の魂を吸収する必要がない。第18話より登場。
- ザクロス・モンスター　(Zacros Monster)：　パープル・パワー・ストーンを持つヤギ型怪人。角のついた槍を持ち、幻想の世界を作り、人間の夢を操る。
- カラックス・モンスター　(Karax Monster)：　ホワイト・パワー・ストーンを持つカラス型怪人。長い剣を持ち、空を飛ぶことができ、爆発する鋭い羽根を飛ばす。
- ファルグルフ・モンスター　(Vargulf Monster)：　グリーン・パワー・ストーンを持つオオカミ型怪人。大きな剣を持ち、声で物を破壊することができる。
- フェリフェル・モンスター　(Velifer Monster)：　オレンジ・パワー・ストーンを持つコウモリ型怪人。シャドー・クライシスの中では最強。両刃の槍を持ち、フドー・モンスターの魂を召喚することができ、口から敵の体を麻痺させる衝撃波を出す。

### その他
ジョージ・アリフィン　(George Arifin)
演　：　アーウィン・コルテス / Erwin Cortess
- テレビ局の記者

ビマの正体を探る。第4話で初登場。
ノワール (Noir) /ビマ・レジェンド (Bima Legend)
演 ：GACKT
- パラレル・ワールドから来た、かつてガルーダの騎士だった男

地球上では肉体を持たず、精神だけで存在していた。ビマの戦闘力の未熟さを指摘し、厳しく鍛える。数々の啓示を与え、改めてパワーストーンをビマに授けた後にパラレル・ワールドに戻った。第21話、第22話に登場。第20話ではビマ・レジェンドの姿だけで登場。
マヤ (Maya)
演 ：仲川遥香 (JKT48)
- パラレル・ワールドでフドーの手に捕らえられたが隙を見て地球に逃げ出した少女

追っ手から逃れている途中にレナと出会い友達となる。ノワールとともにパラレル・ワールドに戻った。第21話、第22話に登場。
エリ (Eri)
演 ： フリスカ・アナスタシア・ラクサニ / Frieska Anastasia Laksani (JKT48)
- レナの友人

8話、14話、16話に登場。
ドナ (Dona)
演 ： ガイダ・ファリシャ / Ghaida Farisya (JKT48)
- レナの友人

14話、16話に登場。

## 音楽
オープニング&エンディング曲
- " スプルティ・ビンタン / Seperti Bintang " ("星の如く")
  - 作詞・作曲・編曲 ： オンチ(Onci)
  - アーティスト ： ウング(Ungu)

挿入曲
- " イスティメワ / Istimewa " ("至上")
  - 作詞・作曲・編曲 ： ペトラ・シホムビン(Petra Sihombing) ～ Hits Records
  - アーティスト ： ペトラ・シホムビン
  - 第5話

## 放送日程
怪人の名前は放送で実際に使われたものを記した。
| 放送日         | 話数 | 登場怪人                                                                                      | 脚本                                                           | 監督                         |
| -------------- | ---- | --------------------------------------------------------------------------------------------- | -------------------------------------------------------------- | ---------------------------- |
| 2013年 6月30日 | 1    | トペン・ベシ                                                                                  | 早瀬マサト Ari Syarif Kevin Anderson Robert Ronny              | 石井てるよし Arnandha Wyanto |
| 7月07日        | 2    | トペン・ベシ                                                                                  | 早瀬マサト Ari Syarif Kevin Anderson Robert Ronny              | 石井てるよし Arnandha Wyanto |
| 7月14日        | 3    | リザリオン・モンスター                                                                        | 早瀬マサト Ari Syarif Kevin Anderson Robert Ronny              | 石井てるよし Arnandha Wyanto |
| 7月21日        | 4    | グレモンティス・モンスター                                                                    | 早瀬マサト Ari Syarif Kevin Anderson Robert Ronny Vera Varidia | 石井てるよし Raesaka Yunus   |
| 7月28日        | 5    | グレモンティス・モンスター                                                                    | 早瀬マサト Ari Syarif Kevin Anderson Robert Ronny Vera Varidia | 石井てるよし Raesaka Yunus   |
| 8月04日        | 6    | アラクノフス・モンスター                                                                      | 早瀬マサト Ari Syarif Kevin Anderson Robert Ronny Vera Varidia | 石井てるよし Raesaka Yunus   |
| 8月11日        | 7    | アラクノフス・モンスター                                                                      | 早瀬マサト Ari Syarif Kevin Anderson Robert Ronny Vera Varidia | 石井てるよし Raesaka Yunus   |
| 8月18日        | 8    | オクトポダ・モンスター                                                                        | 早瀬マサト Ari Syarif Kevin Anderson Robert Ronny              | 石井てるよし Arnandha Wyanto |
| 8月25日        | 9    | オクトポダ・モンスター                                                                        | 早瀬マサト Ari Syarif Kevin Anderson Robert Ronny Vera Varidia | 石井てるよし Arnandha Wyanto |
| 9月01日        | 10   | ファルクス・モンスター                                                                        | 早瀬マサト Ari Syarif Kevin Anderson Robert Ronny              | 石井てるよし Arnandha Wyanto |
| 9月08日        | 11   | ファルクス・モンスター                                                                        | 早瀬マサト Ari Syarif Kevin Anderson Robert Ronny              | 石井てるよし Arnandha Wyanto |
| 9月15日        | 12   | ギルス・モンスター                                                                            | 早瀬マサト Ari Syarif Kevin Anderson Robert Ronny              | 石井てるよし Raesaka Yunus   |
| 9月22日        | 13   | ギルス・モンスター                                                                            | 早瀬マサト Ari Syarif Kevin Anderson Robert Ronny              | 石井てるよし Raesaka Yunus   |
| 9月29日        | 14   | メガロドン・モンスター                                                                        | 早瀬マサト Ari Syarif Kevin Anderson Robert Ronny              | おかひでき Arnandha Wyanto   |
| 10月06日       | 15   | メガロドン・モンスター                                                                        | 早瀬マサト Ari Syarif Kevin Anderson Robert Ronny              | おかひでき Arnandha Wyanto   |
| 10月13日       | 16   | トペン・ベシ アザゼル                                                                         | 中沢健 おかひでき                                              | 石井てるよし Raesaka Yunus   |
| 10月20日       | 17   | トペン・ベシ アザゼル                                                                         | 中沢健 おかひでき                                              | 石井てるよし Raesaka Yunus   |
| 10月27日       | 18   | ザクロス・モンスター カラックス・モンスター ファルグルフ・モンスター フェリフェル・モンスター | 中沢健 おかひでき                                              | おかひでき Arnandha Wyanto   |
| 11月03日       | 19   | ザクロス・モンスター カラックス・モンスター                                                   | 中沢健 おかひでき                                              | おかひでき Arnandha Wyanto   |
| 11月10日       | 20   | カラックス・モンスター                                                                        | 中沢健 おかひでき                                              | おかひでき Arnandha Wyanto   |
| 11月17日       | 21   | ファルグルフ・モンスター                                                                      | 中沢健 おかひでき                                              | 石井てるよし Raesaka Yunus   |
| 11月24日       | 22   | ファルグルフ・モンスター フェリフェル・モンスター                                             | 中沢健 おかひでき                                              | 石井てるよし Raesaka Yunus   |
| 12月01日       | 23   | フェリフェル・モンスター                                                                      | 中沢健 おかひでき                                              | おかひでき Arnandha Wyanto   |
| 12月08日       | 24   | フェリフェル・モンスター                                                                      | 中沢健 おかひでき                                              | おかひでき Arnandha Wyanto   |
| 12月15日       | 25   | ラスプーティン グランド・ゲーター                                                             | 中沢健 おかひでき                                              | 石井てるよし Raesaka Yunus   |
| 12月22日       | 26   | ラスプーティン グランド・ゲーター                                                             | 中沢健 おかひでき                                              | 石井てるよし Raesaka Yunus   |

## 参照
1. ↑  “Satria Baja Hitam versi Indonesia Siap Beraksi”.   Celebrity.okezone.com. 2013年9月4日閲覧。
2. 1 2  「DIME」2015年3月号127ページ
3. 1 2 3 4 5  Oktavianingsih, Tika (2013年5月8日). “RCTI :: Press Release - BIMA Satria Garuda”.   Rcti.tv. 2013年9月4日閲覧。
4. 1 2  アオ・パブリッシング『特撮ゼロ』vol01 創刊・冬の号（2014年12月発売）
5. ↑  “弊社プロデュースで『ガルーダの戦士ビマＸ』日本初上映決定”.   株式会社 アオ・パブリッシング (2015年2月16日). 2015年4月11日閲覧。
6. 1 2  “Cast Dari Bima Satria Garuda!”.   Duniaku.net. 2013年9月4日閲覧。
7. ↑  “Jerry Yass - IMDb”.   IMDb.com. 2013年9月4日閲覧。
8. ↑  Penampakan Prajurit VUDO, hai-online.com
9. ↑  “Ini Dia Tokoh-tokoh di Serial Superhero Bima Satria Garuda - C&R Digital”.   Cekricek.co.id. 2013年9月4日閲覧。